# 石田美也
石田 美也（いしだ みや、7月11日 - ）は、日本のカントリー・ミュージック歌手、作詞家、音楽プロデューサー。東京都杉並区出身。

## 来歴
スティール・ギター奏者の父・石田新太郎の影響でカントリー・ミュージックに親しみ、立教女学院中高では聖歌隊で活動。幼少時代より劇団に所属し、大学時代は早稲田大学演劇倶楽部で舞台活動、テレビ、映画のエキストラに参加。加賀まりこの兄で演劇プロデューサー加賀祥夫の「父親がカントリー音楽の仕事をしているなら、カントリーミュージック歌手になったら。」との勧めで加賀祥夫のもとで音楽を始める。大野義夫の勧めで堀威夫とスイングウエストのメンバーであった新井利昌に師事する。大学卒業後はSONYに就職し、会社員と音楽の二重生活をする。
１９９２、９３年にアメリカ・ナッシュビルで開催されたCMAミュージック・フェスティバルLuncheon Showに２年連続出演。1995年ナッシュビルで行われたフェスに招待され出演している。
１９９５年、公益財団法人江東区文化コミュニティ財団共催で行う江東区ティアラこうとうのカントリーコンサートスタート。（現在、延べ8000人以上の観客動員があり江東区の中でも長寿コンサートの一つとなっている。）
１９９７年、1枚目のアルバム『Country Girl』リリース。LeAnn Rimesの楽曲「Honestly」の日本語作詞を行い、同年プロモーションで来日したLeAnn Rimesにインタビューを行う。 オーストラリアの音楽番組、フィンランド、アイルランドのラジオ番組出演。石田新太郎とシティライツのリードボーカルとしてデイリー読売に特集が掲載。宮前ユキ、ウイリー沖山、ジミー時田とコンサート出演多数。
1996年、湘南ビーチFM水曜日担当（当時）長村光洋の前半『カントリー音楽番組「石田美也のHot Country Wave』を担当。CMAのInternational Radio Directoriesとして登録されていた。当時としては珍しくオンエア中に同時チャットでリスナーと会話をする方式をとっていた。6年に渡り放送が続き第一子出産の直前でお休みに入る。（2002年まで）
2000年、ネットアイドルトレーディングカード発売（エポック社）。オンラインマガジン、『HANAKO』、アウトドア雑誌、WEB関連イベント、ネットアイドルトークイベント、テレビ出演、ウェディング雑誌、グラビア出演。同年、写真展も開催。
2002年1月、TBSテレビ番組『ザ・大接待』いかりや長介、ユースケ・サンタマリアらと石田新太郎とシティライツで出演。
2枚目のアルバム「HIMAWARI」をリリース。 スポーツ報知、毎日新聞、東京夕刊、雑誌『ギターマガジン』で紹介。
12月、寺内タケシとブルージーンズのコンサートツアー参加。
結婚、2度の出産を経て、2009年、SONYから広告代理店に転職。2012年退職。同年、広告代理店勤務という経歴を生かして個人事務所Office Networld Country設立。代表を務める。
2010年に小坂一也のプロデューサー・小林の依頼でシングルCD「東京カントリーガール/青春サイクリング」発売。同年より小野ヤスシ主催『ジ・オープリー』出演。（その後、一般社団法人日本ポピュラー音楽協会主催となり歌手出演の他に司会進行担当）。
ラジオ日本のカントリー&ウェスタン番組「ミッドナイト・カウボーイ」親子出演。（パーソナリティー宮前 ユキ）
2012年、フジテレビ『めざましテレビ』に3世代（石田新太郎、自身、娘の美月・美晴）で出演。
2013年、橋本杜のホールにて音楽劇『高橋和也のハンク・ウィリアムズ物語』にてハンクの妻オードリーを演じた。 2014年、新宿文化センターにて再演。高橋HANK和也 & The Driving Cowboysメンバーとしても活動し、幼少から親しむカントリー・ミュージックについて、高橋和也とインタビューを受けている。
以前より交流があるトミ藤山からラスベガスで活動していた時代の衣装を託され舞台で着用し、これが縁でトミ藤山の日本コロムビアからリリースした『カントリーヒット』にも収録されている日本語「ボタンとリボン」をレコーディング。
アール・エフ・ラジオ日本『はかま満緒の話のタネ』出演。日本のカントリー・ミュージックの歴史を石田新太郎と共に語る。
2013年、Mick Stewart名義でかまやつひろしが作曲したTanya Tucker "Hello Mr. Sunshine"（1976）を石田美也で37年ぶりにCD化する企画があった。
2016年、ディレクターJames Payne「極西部Far Western」ドキュメンタリー映画に出演（石田家の撮影もあり子供たちも出演したがのちに別のドキュメンタリーで採用されている）。映画は次の受賞とコンペ参加をしている（Winner Best Documentary Jury Prize San Francisco Independent Film Festival/Official Selection IDFA/Official Selection Full Frame Documentary Film Festival/Official Selection Krakow Film Festival）。
2017年、テレビ朝日『あいつ今何してる?』（中村江里子の同級生として出演）出演の他、雑誌コラム掲載、関西、関東、北海道ツアー、芸術鑑賞会、米軍基地（横須賀、厚木、佐世保）出演。「日本のカントリーミュージャン6選」として小坂一也、ジミー時田、宮前ユキ、ハンバート ハンバートについで石田美也が紹介されている。
2018年、なぎら健壱のアルバム『町をすぐる風』で「天使がいた街」を歌唱。同年配信でシングルリリース（株式会社ルーツ）。
2020年より、代表石田新太郎の合同会社の企画制作担当。CD企画三部作を開始する。第一弾CD「THE CITYLITES」プロデュース。
2021年第二弾、CD「Pedal Steel Country Rock」プロデュース。（石田新太郎ペダルスチールギター演奏アルバムとして60年の芸歴をまとめる）
2022年、第三弾、CD「THE ROUTE」プロデュース。（日本のカントリーミュージックシンガーの日本語のカントリーを主にレコーディングする。これは有観客公開録音という形をとりティアラこうとうホールで行われた）
同年、「うたおと」シリーズとして少人数編成のアコースティックライブ開始。1920年代から現在までのカントリー・ミュージックを中心にコンテンポラリー・クリスチャン・ミュージック、オリジナル、戦後を中心に活躍した日本のカントリー・ミュージシャンの歌も語り継ぐ。
2023年、アルバム『THE CITYLITES』（2020年）に収録されている「Jolene（Cover)」がスロベニアで映像配信1位、ウガンダ、オランダ、スペイン、バーレーン、フランス、ポーランドにもそれぞれチャートインした。
同年11月、ティアラこうとうにて『～舞台芸術をもっと楽しむつどい～サロン・ドゥ・ティアラ』開催「カントリーミュージックを楽しもう講座」が講師石田美也で行われた。同年、noteにてCountry Music Lab （CML）立ち上げ。
2024年2月28日、J-WAVE『SONAR MUSIC』のゲストコメンテーターとして「カントリーとポップ・ミュージックの現在地」をテーマに、ビヨンセ、テイラー・スウィフトらを取り上げ、約1時間のトークを行なった。
2024年6月23日、目白聖公会（Anglican-Episcopal Church）で「Hymn And Christian Country Concert」アコースティックコンサート開催。聖オルバン教会・DSGへの募金も行い、コンゴの代表の方々との交流会も行われた。
2024年7月7日I SAW THE LIGHT Vol.57コンサート(ティアラこうとう)、チケット発売数分で完売記録を作る。Hank Williams特集としてThe Driving Cowboysとホールコンサートとしては10年ぶりに行う。（ゲスト：高橋和也とThe Driving Cowboys）
2024年10月、『カントリー・ミュージックの地殻変動──多様な物語り』大和田俊之:監修  河出書房新社、ディスクガイド寄稿
同年12月I SAW THE LIGHT Vol.58コンサート(ティアラこうとう)西部劇映画音楽特選で島敏光をゲストに黒澤明の話と共に20数曲特集をする。

## 作品

### アルバム
|             | タイトル                                                | レーベル         | 発売日        |
| ----------- | ------------------------------------------------------- | ---------------- | ------------- |
| 1st Album   | Country Girl                                            | Teraon           | 1997年7月11日 |
| 2nd Album   | HIMAWARI                                                | Citylites Record | 2002年5月12日 |
| 3rd Album   | Western Special Best1（西部劇主題歌アルバム）           | Teraon           | 2005年4月1日  |
| 4th Album   | Western Special Best2（カントリーミュージックアルバム） | Teraon           | 2009年4月1日  |
| 企画 Single | 東京カントリーガール/青春サイクリング（小坂一也）       | Citylites Record | 2010年        |
| 5th Album   | THE CITYLITES                                           | Citylites Record | 2020年7月11日 |
| 6th Album   | THE ROUTES（日本語カントリーアルバム）                  | Citylites Record | 2022年7月11日 |

#### 配信限定シングル
- We Danced Anyway（作詞：石田美也 （1997年）
- Honestly（作詞：石田美也 （1997年）
- Love Song（作詞作曲：石田美也（2015年）
- 天使がいた街（作詞作曲：なぎら健壱（2018年）
- HIMAWARI（作詞作曲：石田美也（2020年）
- 行き先なしの汽車 Me And Bobby McGee（Fred Foster, Kris Kristofferson, Fumiko Okada）（2022年）
- In The Garden（作詞：石田美也　2022年）
- Danny Boy（作詞：石田美也　2022年）
- Jolene（Dolly Parton　2024年）
- 明るい通りで On The Sunny Side Of The Street（作詞：石田美也 　MC HUGH JIMMY　2024年）